# Lizzie McGuire, la pel·lícula
The Lizzie McGuire Movie (a Espanya Lizzie Superstar i a Hispanoamèrica Lizzie McGuire: estrella pop) és una pel·lícula juvenil nord-americana basada en la sèrie de televisió de Disney Channel, Lizzie McGuire, protagonitzada per la cantant i actriu Hilary Duff. Aquesta pel·lícula va ser estrenada el 2 de maig de 2003 als Estats Units i tracta sobre el viatge que Lizzie i els seus companys de classe fan a Roma per celebrar la seva graduació.

## Argument
Tot comença amb la graduació de Lizzie i els seus amics de la secundària. Lizzie es veu en l'obligació de fer el discurs de la seva generació ja que Margaret Chan, qui originalment anava a fer-ho, està malalta. Això fa que la protagonista es posi molt nerviosa i en dirigir-se a prendre un got d'aigua ensopega i arruïna la graduació, i el seu germà Matt ho grava tot, entre d'altres situacions vergonyoses.
Després de la cerimònia de graduació, Lizzie es dirigeix a l'aeroport per agafar l'avió que la portarà a ella i els seus companys a Roma. A més a més, els acompanya la mestra Ungermeyer, qui des de l'instant en què apareix en escena deixa molt clar les seves intencions de mantenir-los ben vigilats. En arribar a l'hotel es troben amb la sorpresa que Lizzie ha de compartir habitació amb Kate Sanders, amb qui té moltes diferències. Després de desempacar Gordo i Lizzie pugen a la terrassa de l'hotel i fan una promesa: tots dos buscaran l'aventura en aquest viatge.
A l'endemà el grup visita la Fontana de Trevi i seguint el costum Lizzie llança una moneda a l'aigua i demana un desig; en tornar el cap es troba amb Paolo Valisari, un famós i maco cantant pop italià qui la confon amb la seva companya musical i núvia, Isabella Parigi. Paolo, impressionat per la immensa semblança (l'única diferència entre ambdues és el color de cabell, ros en Lizzie, castanyer en Isabella) la convida a sortir, citant-la en la font l'endemà. Al principi Lizzie té dubtes però Gordo l'anima a anar, recordant-li la promesa de buscar l'aventura, i li ajuda a sortir de l'hotel sense tenir problemes amb la mestra Ungermeyer. Així doncs, Lizzie fingeix estar malalta per tal quedar-se al llit tot el dia i poder anar a veure a Paolo sense que la mestra s'adonés. Durant la cita fan una passejada amb motocicleta per tota la ciutat, i Paolo li comenta a Lizzie que ell i Isabella han tallat i que per tant vol començar la seva carrera com a cantant en solitari. També, Paolo li demana a Lizzie que presenti uns premis al costat d'ell, excusant-se en què Isabella estava molt enutjada i no volia fer-ho, per la qual cosa podria rebre una demanda. Lizzie accepta suplantar a Isabella en els premis per ajudar-los a ella i a Paolo i després torna a l'hotel, no sense abans acordar una segona cita.
En tornar, Lizzie parla amb Gordo de la seva cita amb Paolo i li comenta el meravellós dia que ha passat al seu costat, al que "Gordo" reacciona amb recel (ja que alberga un amor secret per Lizzie). A l'endemà Lizzie torna a sortir amb Paolo, aquesta vegada van a veure a la dissenyadora Franca DiMontecatini, el que no sap Lizzie és que mentre ella es passeja amb en Paolo, Kate descobreix el seu secret i en Gordo veu una revista en la qual surt Lizzie a la portada. Lizzie segueix fingint que està malalta per preparar-se per al concert dels premis que ella i en Paolo presentaran. Mentrestant, la Sra. Ungermeyer interroga els estudiants per saber qui s'estava escapolint al que Gordo es declara culpable per protegir Lizzie i és enviat de tornada a casa com a càstig. A l'altre costat del món els pares de Lizzie i el seu germà Matt decideixen viatjar a Roma a reunir-se amb ella.
Quan Lizzie es dirigeix cap als premis, els seus pares arriben al hotel i per a la seva sorpresa no es troben a la seva filla. La mestra Ungermeyer decideix amenaçar a l'Ethan per saber el parador de Lizzie, i ell, sotra pressió, revela el secret. Al mateix temps a l'aeroport Gordo es disposa a abordar el seu vol de tornada a casa quan veu a Isabella, qui sembla estar molt confosa i enutjada. Gordo parla amb ella i tots dos es dirigeixen al Coliseu Romano, on també van en camí els pares de Lizzie. Una vegada allà, Gordo i Isabella es reuneixen amb Lizzie i li expliquen que Paolo li va parar una trampa, i que és Isabella qui no se'n vol separar. Per això decideixen fer-li un parany, perquè es demostri en televisió que Paolo no sap cantar. Lizzie i Paolo surten a l'escenari i en aquest moment Paolo s'adona que Isabella ha arribat i que Lizzie ha descobert el seu pla. És aleshores quan Isabella fa que encenguin el micròfon de Paolo i tothom sent la seva desafinada veu. Paolo surt furiós de l'escenari, i Lizzie canta una cançó mentre els seus amics i moltes persones més l'animen des del públic. Al final, a l'hotel Lizzie celebra amb els seus amics i família i finalment, Lizzie puja de nou a la terrassa amb en Gordo, on parlen sobre el viatge i ella ho besa (sent un amor de debò).

## Banda sonora
The Lizzie McGuire Movie és l'àlbum de la banda sonora de la pel·lícula de 2003 The Lizzie McGuire Movie. Va ser llançat el 22 d'abril de 2003 per Walt Disney Records.
Es compon principalment de cançons de la pel·lícula, (o inspirades en), entre les quals hi ha el tema "Why not" de Hilary Duff i "Girl in the Band" de la seva germana Haylie. "Why Not" es va llançar a Radio Disney el 15 d'abril de 2003. Aquest mateix any, el 23 de juny es va llançar a Austràlia i Europa.

### Llista de cançons
1. Why Not - Hilary Duff
 2. The Tide Is High - Atomic Kitten
 3. All Around The World (Punk Debutante) - Cooler Kids
 4. What Dreams Are Made Of - Paolo, Isabella
 5. Shining Star - Jump5
 6. Volare - Vitamin C
 7. Open Your Eyes (To Love) - LMNT
 8. You Make Me Feel Like A Star - The Beu Sisters
 9. Supermodel - Taylor Dayne
 10. What Dreams Are Made Of - Hilary Duff
 11. On An Evening In Roma - Dean Martin
 12. Girl In The Band - Haylie Duff
 13. Orchestral Suite From The Lizzie McGuire Movie - Cliff Eidelman
 14. Why Not - Hilary Duff

## Taquilla
Per produir Lizzie McGuire, la pel·lícula, van necessitar un pressupost estimat de 17 milions de dòlars. Durant la seva primera setmana en cartellera va ocupar el segon lloc i va recaptar 42,7 milions de dòlars als Estats Units, però, tot i obtenint aquestes xifres, la pel·lícula va generar diverses opinions entre l'audiència.

### Crítica
Pel que fa a Rotten Tomatoes, el film té una aprovació del 41% basat en opinions de 103 crítics actualment. Segons comenta C.W. Nevius, un crític aprovat per la web, la pel·lícula compta amb un guió intel·ligent, i d'un elenc que és clau per aconseguir fer ressaltar el argument. Un excel·lent exemple és Jody Racicot com Giorgio o Alex Borstein, que treu algunes rialles agradables d'un personatge com és la mestra Ungermeyer. Aquest crític va avaluar la pel·lícula amb un 4/4, el que sembla que per a ell és una pel·lícula que funciona molt bé per al seu públic objectiu.
En altres bases de dades cinematogràfiques com Filmaffinity, l'audiència va puntuar la pel·lícula amb un 4,2, i en general, els votants manifesten que Lizzie McGuire, la pel·lícula, està adreçada al seu públic infantil i aquell que ha seguit la sèrie des dels seus inicis.

### Nominacions i premis

#### Nominacions
- 2003: Teen Choice Award a la Millor Actriu en Pel·lícula de Comèdia (Hilary Duff)
- 2003: Teen Choice Award a la Millor Pel·lícula de Comèdia

#### Premis
- 2003: Teen Choice Award a la Millor Actriu Revelació en Pel·lícula (Hilary Duff)

## Elenc
| Actor            | Personatge                      | Doblatge(Espanya)     |
| ---------------- | ------------------------------- | --------------------- |
| Hilary Duff      | Lizzie McGuire/ Isabella Parigi | Mar Bordallo          |
| Adam Lamberg     | David Zephyr "Gordo" Gordon     | Roger Isasi-Isasmendi |
| Hallie Todd      | Jo McGuire                      | Alba Sola             |
| Robert Carradine | Sam McGuire                     | Abel Folk             |
| Jake Thomas      | Matthew "Matt" McGuire          | Ian Lleonart          |
| Ashlie Brillault | Kate Sanders                    | Núria Trifol          |
| Clayton Snyder   | Ethan Craft                     | Hernán Fernández      |
| Alex Borstein    | Srta. Ungermeyer                | Elisa Beuter          |
| Yani Gellman     | Paolo Valisari                  | Ángel De Gracia       |
| Brendan Kelly    | Sergei                          | Jordi Ribes           |
| Carly Schroeder  | Melina Bianco                   | Roser Vilches         |
| Jody Racicot     | Giorgio                         | Luis Fenton           |
| Peter Kelamis    | Dr. Comito                      | Aleix Estadella       |
| Terra C. MacLeod | Franca DiMontecatini            | Toni Avilés           |

## Seqüela

Logotip de Disney+

Lizzie McGuire sense dubte, ha estat un dels grans èxits de Disney Channel. Durant l'Expo D-23 que celebra Disney a Califòrnia, es va anunciar el retorn de la sèrie amb una nova història de Lizzie vivint a Nova York. Gràcies a la creació de la nova plataforma Disney+, els espectadors podrem tornar a gaudir de la sèrie, ja sigui visualitzant Lizzie McGuire (l'antiga) com la nova Lizzie McGuire 30 anys més tard. El que no se sap encara és si el restant d'actors tornarà en aquesta nova sèrie: Gordo, interpretat per Adam Lamberg, o Miranda, interpretada per Lalaine.
Malauradament, el projecte s'ha trobat amb problemes sobre els quals la pròpia actriu, Hilary Duff, s'ha pronunciat. Terri Minsky, la creadora de la ficció, va voler treballar en aquest nou projecte per a Disney+, però va ser acomiadada per tenir diferències amb la companyia. Així doncs, el rodatge va haver-se de posposar per realitzar-ho al novembre i només es van poder dur a terme dos episodis.
L'elenc, que també inclou a les estrelles originals de la sèrie Adam Lamberg, Hallie Todd, Robert Carradine i Jake Thomas, així com als escriptors i al personal de producció ara es diu que estan esperant una decisió sobre el futur de la nova sèrie.